# Мозия, Стивен
Стивен Огочукву Мозия (англ. Stephen Ogochukwu Mozia; род. 16 августа 1993, Хакенсак, Нью-Джерси) — американский и нигерийский легкоатлет, специалист по толканию ядра и метанию диска. Выступал на профессиональном уровне в 2010-х годах, серебряный и дважды бронзовый призёр чемпионатов Африки, победитель ряда крупных международных турниров, участник летних Олимпийских игр в Рио-де-Жанейро.

## Биография
Стивен Мозия родился 16 августа 1993 года в городе Хакенсак, штат Нью-Джерси, в семье выходцев из Нигерии.
Занимался лёгкой атлетикой во время учёбы в старшей школы, первое время пробовал себя в спринтерских дисциплинах, но был слишком медленным и решил перейти в метания. Продолжил спортивную карьеру в Корнеллском университете, где получил степень в области машиностроения. В составе университетской легкоатлетической команды Cornell Big Red успешно выступал на различных студенческих соревнованиях в США, в частности становился призёром чемпионата Национальной ассоциации студенческого спорта (NCAA) в толкании ядра.
Впервые заявил о себе на международном уровне в сезоне 2012 года, когда вошёл в состав американской сборной и выступил на юниорском мировом первенстве в Барселоне, где в зачёте толкания ядра закрыл десятку сильнейших.
Имея кроме американского нигерийское гражданство, Мозия с 2014 года стал выступать за нигерийскую сборную. Так, в этом сезоне он выиграл чемпионат Нигерии в Калабаре, представлял Нигерию на чемпионате мира в помещении в Сопоте, на Играх Содружества в Глазго. На чемпионате Африки в Марракеше был четвёртым в толкании ядра и третьим в метании диска. На Континентальном кубке IAAF в Марракеше показал седьмой результат в метании диска.
В 2016 году занял 12-е место на чемпионате мира в помещении в Портленде, на чемпионате Африки в Дурбане выиграл серебряную и бронзовую медали в метании диска и толкании ядра соответственно, тогда как на международном турнире в Чехии установил свой личный рекорд в толкании ядра — 21,76 метра. Выполнив олимпийский квалификационный норматив (20,50), удостоился права защищать честь страны на летних Олимпийских играх в Рио-де-Жанейро — на предварительном квалификационном этапе толкания ядра показал результат 18,98 метра, чего оказалось недостаточно для выхода в финал.
В 2018 году отметился выступлением на Играх Содружества в Голд-Косте, где в программе метания диска стал седьмым.
Завершил спортивную карьеру по окончании сезона 2020 года.
Помимо занятий спортом работал маркетинговым инженером в компании Emerson Electric.